# DEMOS
DEMOS (neokrajšano: Demokratična opozicija Slovenije), je bila koalicija demokratično izvoljenih strank, ki so nastale v letih 1989–1990 in se leta 1990 združile: Slovenska demokratična zveza (SDZ), Socialdemokratska zveza Slovenije (SDZS), Slovenski krščanski demokrati (SKD), Slovenska kmečka zveza, Slovenska obrtniška stranka in Zeleni Slovenije. Verjetno najpomembnejši interes, ki je te politično, ideološko in socialno dokaj različne politične stranke združil v koalicijo, je bil sprememba političnega sistema. Kot ustanovitelji so bili podpisani Andrej Magajna, Rajko Pirnat, Dušan Plut, Marjan Podobnik, Jože Pučnik, Dimitrij Rupel, Ivan Oman, Katja Boh, Hubert Požarnik, Leo Šešerko in Lojze Peterle. Na prvih večstrankarskih volitvah po letu 1945, 8. aprila 1990, je zmagala Zveza komunistov Slovenije — Stranka demokratične prenove, a vladno koalicijo po volitvah so sestavile stranke Demokratične opozicije Slovenije (DEMOS), ki so v skupščini imele večino sedežev. Najboljši volilni rezultat med strankami DEMOS je dosegla tretje-uvrščena stranka Slovenskih krščanskih demokratov.

## Zgodovina
Koalicijsko Demosovo vlado (pravzaprav »izvršni svet«), nastalo po volitvah leta 1990, je vodil Lojze Peterle, predsednik Slovenskih krščanskih demokratov, stranke, ki je v okviru koalicije Demos dobila največ, to je 13 odstotkov glasov. Preostale najpomembnejše funkcije so zasedli člani SDZ: predsednik parlamenta (pravzaprav »skupščine«) je postal France Bučar, Janez Janša je postal obrambni, Igor Bavčar notranji, Dimitrij Rupel zunanji, Rajko Pirnat pa pravosodni minister (pravzaprav »republiški sekretar«).
Demosova koalicijska vlada je uspešno izvedla osamosvojitev Republike Slovenije od takratne Jugoslavije. Na plebiscitu 23. decembra 1990 je 88,2 odstotka volivnih upravičencev glasovalo za osamosvojitev Slovenije. Slovenska skupščina je nato 25. junija 1991 sprejela deklaracijo o neodvisnosti Republike Slovenije in nekaj s tem povezanih zakonov. Jugoslovanska vlada je skušala preprečiti osamosvojitev z akcijo Jugoslovanske ljudske armade, ki je v noči razglasitve neodvisnosti Republike Slovenije, 26. na 27. junij 1991 začela zasedati mednarodne mejne prehode in s tem zadržati Slovenijo v Jugoslaviji. Desetdnevna vojna se je končala 7. julija 1991, s podpisom sporazuma — Brionske deklaracije med slovensko in jugoslovansko delegacijo, ob posredovanju evropske diplomacije (predstavniki Evropske skupnosti: Jacques Poos, Hans van den Broek in Gianni de Michelis). Slovenija se je za tri mesece odpovedala nadaljnjim osamosvojitvenim ukrepom, ohranila pa je nadzor nad svojim ozemljem skupaj z zunanjimi mejami. Ker do izteka veljavnosti tega sporazuma, 8. oktobra 1991, ni bilo novega sporazuma med Slovenijo in Jugoslavijo, je obveljala mednarodna razsodba, da je Jugoslavija razpadla, Republika Slovenija pa je uveljavila samostojnost, 15. januarja 1992 pa tudi mednarodno priznanje. 
Demosova vlada se z gospodarskimi vprašanji oziroma z gospodarsko politiko ni dosti ukvarjala. Izjema so bili le sprotni problemi, npr. stečaji podjetij in s tem povečevanje brezposelnosti. Stranke Demosa so imele dokaj različne poglede glede dolgoročnejše usmeritve gospodarske politike in tudi glede načina delovanja. Vprašanja, povezana s preoblikovanjem položaja Slovenije v jugoslovanski državi ali zunaj nje, torej vprašanja, povezana z osamosvajanjem oziroma razdruževanjem Slovenije od Jugoslavije, so bila v Demosu sprejeta bolj ali manj enotno, tako glede načina kot »tempa«, saj je bila to temeljna programska točka te koalicije. Razhajanja med njimi pa so se začela pojavljati ob vprašanju, kako preoblikovati gospodarski sistem. Največji kamen spotike in vzrok medsebojnih konfliktov v Demosovi vladi je bil način »demontaže« socialističnega samoupravnega sistema, oziroma, kako na gospodarskem področju uvesti pluralizem lastnine, v katerem bi imela odločilno vlogo zasebna lastnina. Šlo je za način uvedbe zasebne lastnine v gospodarski sistem, za privatizacijo gospodarstva. Različni pogledi in predlogi so bili eden od dejavnikov, ki so povzročili razpad Demosa in tudi konec vlade, ki jo je vzpostavil z zmago na volitvah aprila 1990.
Prve večje ideološke razlike koalicije Demos so nastale zaradi načina lastninjenja in zakona o lastinskem preoblikovanju podjetij ter novo ustavo, ki je bila konec leta 1991 sprejeta. Preobrazbo gospodarstva iz socialističnega v kapitalističnega je Jože Mencinger zastavil precej socialno, pa tudi gospodarno. Menil je, da privatizacija ne sme biti sama sebi namen in da je ne bi smeli razumeti zgolj kot politično dejanje, temveč bi moralo gospodarstvo s tem postati učinkovitejše. Breme prehajanja iz enega v drug gospodarski sistem naj bi po njegovem mneneju nosili premožnejši. S tem pa se številni v Demosu niso strinjali. Mencinger je zato junija 1990 skupščini predložil prvi predlog privatizacijskega modela. Po tem predlogu naj bi podjetje upravljali tisti, ki bi odkupili desetino njegove vrednosti, hkrati pa je nasprotoval zastonjski razdelitvi premoženja. Mencinger je takratnim vodstvom podjetij, t. i. rdečim direktorjem, tudi naprej zaupal vodstvo podjetij. Zaradi tega so ga kritizirali zlasti v vrstah Demosa, češ da ščiti »rdeče direktorje« in da s svojimi pogledi na gospodarski način tranzicije in osamosvajanja ne kaže zadostnega navdušenja nad osamosvojitvijo. Z Mencingerjem se ni strinjal predvsem predsednik vlade Lojze Peterle, ker bi po njegovem gospodarstvo ostalo v rokah nekdanjih, komunističnih direktorjev oziroma menedžerjev. Peterle je zato iskal drug način privatizacije, predvsem takšnega, na podlagi katerega bi odstranili dotedanje direktorje. Privatizacija naj bi bila po njegovem način odprave t. i. direktorskega socializma, ki ga je z reformo podjetij uvedel Ante Marković in po katerem so številni ustanavljali podjetja tudi brez potrebnega kapitala za delovanje podjetja in pogosto postali direktorji le sami sebi. 
Zaradi nesporazumov v koaliciji Demos je nato aprila 1992 padla Demosova vlada Lojzeta Peterleta, novo, osemmesečno vlado široke koalicije (Liberalno demokratske stranke (LDS, prej Liberalne stranke ZSMS), Socialistične stranke, prenovljenih komunistov in polovice Demosovih strank) pa je sestavil predsednik LDS, Janez Drnovšek. Ta je nato sprejela zakon o lastninskem preoblikovanju podjetij. 